# يوي هوريه
يوي هوريه (堀江由衣 هوريه يوي) (اسمها الحقيقي يوشيكو هوريه (堀江由子 هوريه يوشيكو)) هي مؤدية أصوات يابانية ولدت في 20 سبتمبر 1976 في طوكيو.

## أدوارها في الأنمي

### مسلسلات أنمي تلفزيونية
- ري:بداية الحياة في عالم آخر من نقطة الصفر - فيليكس آرغايل
- فامباير نايت - يوكي كروس
- فامباير نايت Guilty - يوكي كروس
- عندما تبكي حشرة الليل:الحل - هانيو
- عندما تبكي النوارس - ماريا أوشيروميا
- فروتس باسكت - تورو هوندا
- لاف هينا - نارو ناروسيغاوا
- المعلم الساحر نيغيما! - ماكيه ساساكي
- نيغيما!؟ - ماكيه ساساكي
- إينوكامي! - يوكو
- برج درواغا 〜the Aegis of URUK〜 - فاتينا
- برج درواغا 〜the Sword of URUK〜 - فاتينا
- كانون 2002 - أيو تسوكيميا
- كانون 2006 - أيو تسوكيميا
- خادم الصفر - سييستا
- خادم الصفر: فارس القمرين - سييستا
- خادم الصفر: رقصة الأميرات - سييستا
- خادم الصفر F - سييستا
- ساموراي ديبر كيو - شينا يويا
- تورادورا! - مينوري كوشييدا
- باني بوني داش! - مياكو أويهارا
- سكول رمبل - إيري ساواتشيكا
- سكول رمبل:الفصل الدراسي الثاني - إيري ساواتشيكا
- ناتسو نو أراشي! - كاناكو يامازاكي
- ناتسو نو أراشي! أكينايتشو - كاناكو يامازاكي
- باكيمونوغاتاري - تسوباسا هانيكاوا
- نيسيمونوغاتاري - تسوباسا هانيكاوا
- نيكومونوغاتاري (كورو) - تسوباسا هانيكاوا
- سلسلة مونوغاتاري الموسم الثاني - تسوباسا هانيكاوا
- دي جرايمان - ميلين
- أرك ذا لاد - ليزا
- إنجليك لاير - هيرومي فوجيموري
- شامان كينج - المرأة الحديدية، ليلي
- زان سايونارا زِتسبو سينسيه - شوكو مارووتشي
- غولدن تايم - كوكو كاغا
- كامبفر - أكاني ميشيما
- ساكي - ميهوكو فوكوجي
- كوروغاني كوميونيكيشن - هاروكا
- لافليس - غينكا
- حفيد نوراريهيون - يوكي أونّا/تسورارا أويكاوا، سيتسورا
- حفيد نوراريهيون: عاصمة العفاريت - يوكي أونّا/تسورارا أويكاوا، سيتسورا
- B غاتا H كيه - ميهارو تاكيشيتا
- شيكاباني هيمي: أكا - القطة السوداء، ريكو، كاميكا تودوروكي
- شيكاباني هيمي: كورو - القطة السوداء، ريكو، كاميكا تودوروكي
- أوكامي-سان ورفاقها السبعة - أليس كيريكي
- فايري تايل - شارل
- الإبن المتجول - آنا سويهيرو
- دراغون كرايسس! - مارغا
- قطاع التسوق السحري أبينوباشي - أميريون
- ماوارو بنغويندرام - ماساكو ناتسومي
- بيرسونا 4 ذي أنيميشن - تشيه ساتوناكا، لافلين
- بيرسونا 4 ذا غولدن أنيميشن - تشيه ساتوناكا
- بن تو - كيو ساواغي
- ماغي: The Labyrinth of Magic - يامرايها
- ماغي: The Kingdom of Magic - يامرايها
- فالفريف الثوري - ريون نانامي
- تيلز أوف إيتيرنيا ذي أنيميشن - كورينا سولجينتي
- بلاك بوليت - كيسارا تندو
- عشيقة (مؤقتة) - مس مونوكروم
- كانكولي - ماميا
- كروس أنج: رقصة الملاك والتنين - سالا/سالامانديني
- هايبرديمنشن نيبتونيا ذي أنيميشن - نيبغير
- كلاسروم كرايسس - كاوروكو تاكاناشي
- دي دي قبضة نجم الشمال - يوريا
- أنا ساكاموتو - أينا كورونوما
- البركة لهذا العالم الرائع! - ويز
- البركة لهذا العالم الرائع! 2 - ويز
- كيه - آنا كوشينا
- كيه RETURN OF KINGS - آنا كوشينا
- شيمونتا - كوسوري أونيغاشيرا
- هندريد - شارلوت ديمانديوس
- لعبة الملك ذي أنيميشن - ناتسكو هوندا
- كل شيء يصبح أف - ساتسوكو غيدو
- cross ange - سالاماندينا

### أوفا أنمي
- عندما تبكي حشرة الليل: الامتنان - هانيو
- لاف هينا Again - نارو ناروسيغاوا
- المعلم الساحر نيغيما!: الربيع - ماكيه ساساكي
- المعلم الساحر نيغيما!: الصيف - ماكيه ساساكي
- المعلم الساحر نيغيما!: الجناح الأبيض ALA ALBA - ماكيه ساساكي
- المعلم الساحر نيغيما!: عالم آخر - ماكيه ساساكي
- سكول رمبل: حصص إضافية - إيري ساواتشيكا

### أفلام أنمي
- سلسلة أفلام كيزومونوغاتاري
  - كيزومونوغاتاري الفصل الأول: تيكّيتسو - تسوباسا هانيكاوا
  - كيزومونوغاتاري الفصل الثاني: نيكّيتسو - تسوباسا هانيكاوا
  - كيزومونوغاتاري الفصل الثالث: ريكيتسو - تسوباسا هانيكاوا
- كيه MISSING KINGS - آنا كوشينا

## أدوارها في ألعاب الفيديو
- بيرسونا 4 - تشيه ساتوناكا
- بيرسونا 4 غولدن - تشيه ساتوناكا
- بيرسونا 4 أرينا - تشيه ساتوناكا
- بيرسونا 4 أرينا ألتيماكس - تشيه ساتوناكا
- بيرسونا Q شادو أوف ذا لابيرينث - تشيه ساتوناكا
- نيون جينيسيس إيفانجيليون: مشروع تدريب شينجي إيكاري - أوي موغامي
- عشيقة (مؤقتة) - مس مونوكروم
- هايبرديمنشن نيبتونيا مارك تو - نيبغير
- هايبرديمنشن نيبتونيا فيكتوري - نيبغير

## وصلات خارجية
- يوي هوريه على موقع IMDb (الإنجليزية)
- يوي هوريه على موقع ألو سيني (الفرنسية)
- يوي هوريه على موقع ميوزك برينز (الإنجليزية)
- يوي هوريه على موقع ديسكوغز (الإنجليزية)
- يوي هوريه على موقع قاعدة بيانات الفيلم (الإنجليزية)
- يوي هوريه على موقع كينوبويسك (الروسية)
- يوي هوريه على موقع ANN person (الإنجليزية)